# Среднебоснийский кантон
Среднебоснийский кантон (босн. Srednjobosanski kanton, хорв. Županija Središnja Bosna, серб. Средњoбосански кантон) — один из десяти кантонов в Федерации Боснии и Герцеговины, являющейся частью Боснии и Герцеговины.

## География
Расположен в центральной части страны, к западу от Сараева. Центром кантона является Травник.
Состоит из общин Бугойно, Бусовача, Витез, Горни-Вакуф-Ускопле, Добретичи, Доньи-Вакуф, Киселяк, Крешево, Нови-Травник, Травник, Фойница и Яйце.

## Население
На 2013 57.58% населения составляли боснийцы, 38.33% хорваты, 1.19% сербы и 2.90% другие.